# 朱紳 (成化進士)
朱紳（1437年—？），字儀中，直隸蘇州府崑山縣人，錦衣衛軍匠籍。明朝政治人物。進士出身。

## 生平
順天府鄉試第五十名。成化五年（1469年）乙丑科會試第五十四名，殿試登進士第二甲第四十六名。

## 家族
曾祖朱士英。祖父朱本善。父亲朱孟賢。